# Ilse (rivier)
De Ilse is een riviertje dat op ongeveer 800 meter hoogte in het Saksen-Anhalt-gedeelte van het Harzgebergte in Duitsland ontspringt.
De eerste kilometer stroomt ze als een smal beekje, nagenoeg onzichtbaar onder de grote rotsblokken door, naar beneden. Vervolgens stroomt de Ilse door het Ilsedal langs Ilsenburg (dit stadje ontleent zijn naam aan de rivier), dan langs Veckenstedt, Wasserleben, Osterwieck en Hornburg en mondt vervolgens bij Börßum uit in de Oker, die op haar beurt weer uitmondt in de Aller. De totale lengte van de Ilse bedraagt ongeveer 40 kilometer.
- Gemeinsame Normdatei: 1032306572
- Virtual International Authority File: 296918050